# تپه دول
تپه دول مربوط به دوره پارت - دوره ساسانیان - دوران‌های تاریخی پس از اسلام - سدهٔ ۶ تا ۸ ه.ق است و در شهرستان اشنویه، بخش نالوس، دهستان اشنویه جنوبی، روستای ده گرجی واقع شده و این اثر در تاریخ ۲۸ شهریور ۱۳۸۶ با شمارهٔ ثبت ۱۹۶۱۹ به‌عنوان یکی از آثار ملی ایران به ثبت رسیده است.